# Zakład fryzjerski (film 1894)
Zakład fryzjerski – amerykański film niemy z 1894 roku w reżyserii Williama K.L. Dicksona i William Heise'a.